# Trichostylum racematum
Trichostylum racematum är en tvåvingeart som beskrevs av Barraclough 1992. Trichostylum racematum ingår i släktet Trichostylum och familjen parasitflugor. Inga underarter finns listade i Catalogue of Life.